# 謝方明
謝方明（380年—426年），表字不詳，陳郡陽夏（今河南太康）人。東晉末年及南朝宋初年官員，東晉太保謝安六弟永嘉太守謝鐵孫。在南朝宋官至丹陽尹。

## 生平
謝方明一家家住會稽，隆安三年（399年），三吳地區爆發孫恩之亂，孫恩進攻會稽，謝方明父親謝沖亦在會稽家中遇害。起初，謝邈舅舅之子馮嗣之及北方學士仇玄達因怨恨在吳興得不到謝邈禮敬，於是與孫恩聯結，及至郜驃等攻郡時二人亦有參興。而當朝廷派軍鎮壓孫恩時，馮嗣之等人未得跟著孫恩逃走，於是就糾集群眾自守，方明於是召集了謝邈的門生和故舊共百多人討伐馮嗣之等人，都將其殺害。
經歷過如此變亂，謝方明家族在三吳的資產受到嚴重破壞，不過方明仍然盡力去為族人籌備喪事，數月之間就完成了所有喪葬事宜了。可是次年孫恩再度進攻三吳，鎮守會稽的謝琰兵敗被殺，其時孫恩更急切要抓住謝方明，方明於是在上虞帶母親和妹妹逃到東陽，再經鄱陽到建康，寄居在國子學以避難。元興元年（402年），荊江二州刺史桓玄消滅司馬道子父子，掌控朝政，其親信卞範之任丹陽尹，一時權傾朝野，並想將女兒嫁給謝方明，但方明始終沒有答應，桓玄見狀就以其為著作佐郎作嘉許，又補司徒王謐的主簿。
劉裕討平桓氏勢力後，方明堂兄謝裕舉其任劉裕主簿，方明任內盡忠報效，知無不為，劉裕對其亦很賞識，多次賞賜他。方明後轉從事中郎，及後更轉任劉裕弟左將軍劉道鄰的長史，劉裕更命令左將軍府內所有事都要由方明決定。義熙十年（414年），道鄰升任中軍將軍，方明遂轉任中軍長史，不久加領晉陵太守。次年，道鄰以驃騎將軍任荊州刺史，方明則以驃騎長史領南郡相。後方明因母喪離職，守喪期滿後任宋臺尚書吏部郎。
永初元年（420年），劉裕篡晉，謝方明轉任侍中。永初三年（422年）改任丹陽尹，任內有能幹的名聲。後轉任會稽太守。元嘉三年（426年） , 謝方明在會稽太守任內去世，享年四十七歲。

## 性格特徵
- 謝方明早年雖然經歷戰亂動盪而被逼流徙，歷經苦難，但仍堅持其操守[5]；在為家族籌辦喪事時克盡己力，治喪物品達太平之時的規模。[6]
- 謝方明在當時有盛名，任劉裕僚屬期間除了盡心做事，亦表現出嚴肅恭敬，即使自己獨處暗室亦不會顯現懶惰的神色，雖無其他技能卻自然地流露風雅韻味。當時仍為東晉豫章郡公的劉裕就說：「愧未有瓜衍之賞，且當與卿共豫章國祿。」；謝方明堂兄謝混雖然有很大名聲，但方明都只在節日時才去拜會他；而寒門出身的丹陽尹劉穆之雖然擔當重責，每日都有很多人去拜訪他，但他也以謝混、謝方明、郗僧施及蔡廓四人不與其相識而以為恨。後來混及僧施二人因支持劉裕政敵劉毅而被劉裕殺害，使方明及蔡廓轉變態度去拜訪劉穆之，令穆之十分高興。[7]
- 謝方明在外地時亦屢有治績。謝方明多年來隨劉道鄰府任長史，皆府內之事，其中在任南郡相時，一年年末曾經下令將江陵縣的囚犯都一概放回家，讓他們新年三日後才回縣都到。這些人中有二十多個判了重罪的犯人，於是縣府上下都對這個決定很疑惑和恐懼。當時兩名隨方明自晉陵西上荊州的主簿也出言相諫，但方明還是執意而行。命令一出，囚犯和他們的家人都驚喜萬分，甚至喜極而泣，感動得以為立即死了也無憾了。過年後到了限定日期，有兩個重犯還未回來，方明不急於派人抓他們，最後有一個因為酒醉，限期後兩日才回來，而剩下那一個等了十日也未到，五官朱千期忍不住要奏請方明去收捕他，但方明知他來意，命人請他離去，仍聲言囚犯會自行回來。原來那個人一直留在墟里中不回去，鄉中眾人知道後都責備他，並送他回縣，最終整件事都沒一個囚犯逃走。此事傳開後令遠近各人都佩服他[8]。至任會稽太守時，當地相當富饒，其為政風俗亦很苛刻，有強弱相凌、姦吏橫行之事，而朝廷符書一下又會起濫捕潮，牽連甚廣，一條村中有一人冒犯了官吏，可弄得全村被連坐問罪。方明到任後將苛細的律令都忽略掉，只存大綱治民；每當有符命下達都立即宣告，但推遲執行的期限，讓其有時間查核辦案；郡縣的官吏不能隨便外出抓人，當地貴族豪士亦不敢犯禁，另方明亦廢除比伍連坐的制度，解決久久未判的案件等，一革當地刑律。另其時南朝宋屢有戰事，軍需運輸都是大問題，方明就在有戰事時徵命士庶參與，到戰事結束時就讓他們回歸正常生活。僚屬繼續行苛刻殘忍的事就立即撤換，地方官員有不當的都會由方明裁決其錯誤，辦事不力的都會被貶棄不用。方明如此裁汰不當官吏，大革吏風，即使任職很久的也得按理辦事，故很得當地人稱頌。而謝方明為政，未嘗非議他人，接替職位時都不改前任的政風，即使遇到非改不可的情況，也會慢慢改變，讓人們不察覺。[9]

## 子女
- 謝惠連，南朝文學家，聰敏有文才，早亡。
- 謝惠宣，惠連弟竟陵王劉誕司徒從事中郎，臨川內史。

## 延伸阅读
[在维基数据编辑]
 《宋書·卷53》，出自沈约《宋书》
 《南史·卷19》，出自李延壽《南史》